# Movida Madrileña
A Movida Madrilenha (do espanhol la movida, "a ação") foi um movimento contracultural surgido em Madri em meados da década de 1970 durante os primeiros anos da transição da Espanha pós-franquista. Se estendeu rapidamente e com carácter nacional por toda a Espanha na chamada Movida Espanhola. Se prolongou até ao final dos anos 1980, tendo tido o seu auge em 1981 com "O Concerto de Primavera" ("El Concierto de Primavera"). Nesse período, a noite madrilenha foi muito ativa, não só pelas saídas noctívagas da juventude, mas também por causa de um interesse incomum nas chamadas "culturas alternativas" ou "subterrâneas" (underground). 

## História
Este movimento tinha estado em fase de germinação entre os movimentos culturais juvenis que, anteriormente, devido ao boom turístico, tinham chegado do resto da Europa durante os anos 1960 e 1970 e que, seguindo a queda da ditadura e a mudança do regime, encontraram um terreno virgem para se desenvolver completamente e sem medo das repressões e das rusgas políticas anteriores. Foi parte da liberalização cultural e ideológica a que se abriu a grande maioria da sociedade espanhola na época.
Nascido em Madrid, o movimento teve, desde muito cedo, uma grande envergadura a nível nacional, estendendo-se a outras cidades espanholas, com a conivência e incentivo de alguns políticos, sobretudo os socialistas, entre os quais se destacou o então presidente da Câmara de Madrid, Enrique Tierno Galván, que tinha estudado profundamente, a partir de um ponto de vista sociológico, a cultura jovem marginal (ver os ensaios em seu livro "O Medo da Razão"). O apoio político a esta cultura alternativa pretendia mostrar um ponto de inflexão entre a sociedade franquista e a nova sociedade democrata. Esta imagem de uma Espanha "moderna", ou pelo menos aberta à modernidade, seria utilizada internacionalmente para combater a imagem negativa que o país havia adquirido ao longo de mais de quatro décadas de ditadura. Não obstante, e apesar deste movimento contracultural, grande parte das estruturas sociais e económicas do país foram herdadas do regime anterior.

## Principais Nomes
Pedro Almodóvar (Pepi, Luci, Bom y otras chicas del montón (1980), Laberinto de pasiones (1982)) e Fernando Trueba (Ópera Prima (1980)), ambos realizadores de cinema, tornaram-se nos grandes símbolos deste movimento com filmes emblemáticos.

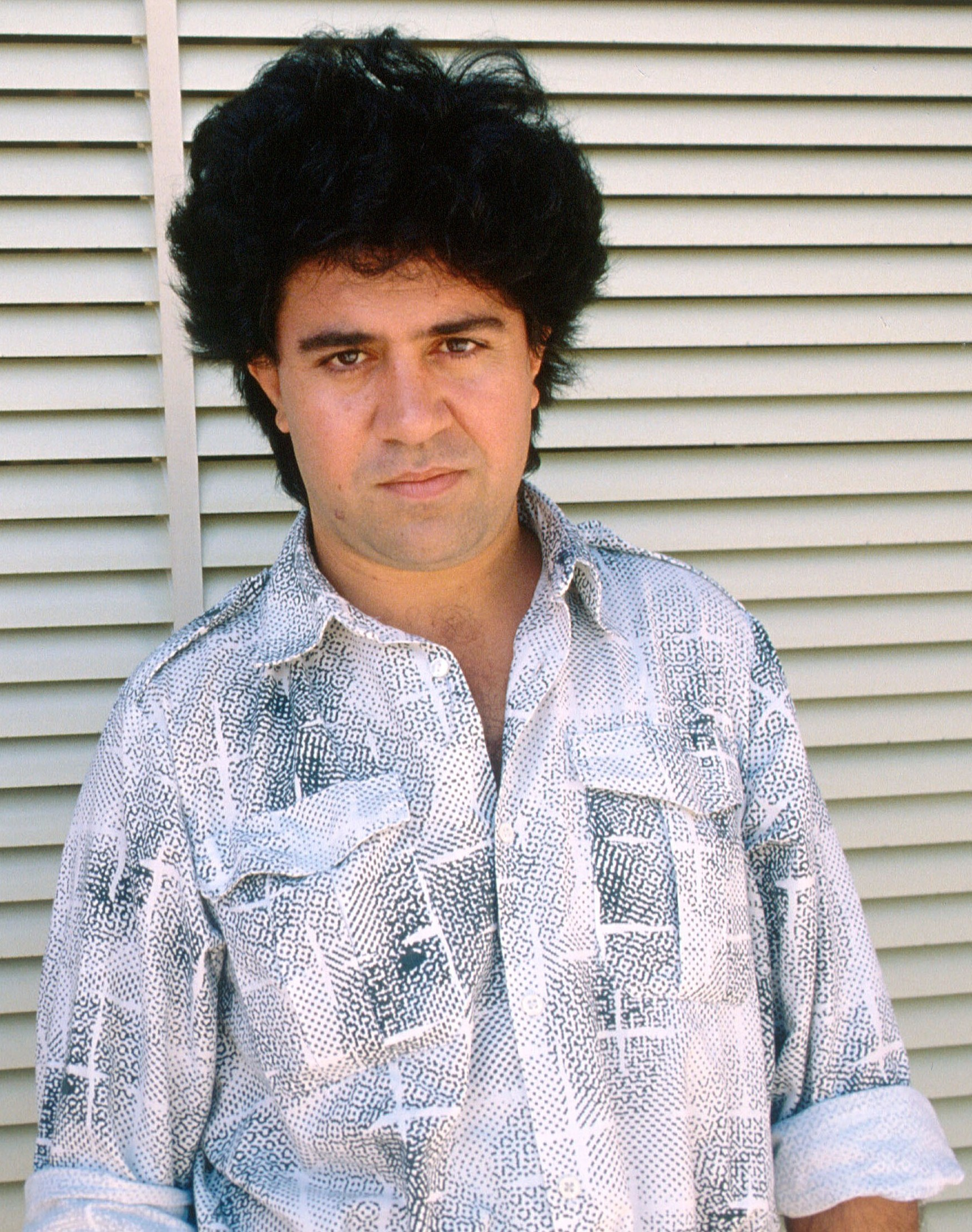
O cineasta Pedro Almodóvar foi o nome mais famoso de La Movida